# William Howe (architecte)
Pour les articles homonymes, voir William Howe et Howe.
William Howe (Spencer, 12 mai 1803 – Springfield 19 septembre 1852) est un ingénieur américain connu pour avoir inventé la ferme Howe, associant le métal et le bois.

## Biographie
William Howe est le fils d'Elias Howe Sr. et Polly (Bemis) Howe. Son père possédait une scierie. Il a appris le métier de charpentier très tôt. Après son apprentissage de charpentier il entre à l'académie de Leicester, dans la Massachusetts et en sort diplômé.
Il s'est marié en 1828 avec une fille d'un fermier de Charlton (Massachusetts), Azubah Stone.
William Howe fait partie d'une famille d'inventeurs. Un frère, Tyler Howe a inventé le sommier de lit à ressorts. Son autre frère, Elias Howe Jr. (1819-1867), a breveté la première machine à coudre.
William Howe s'est établi comme constructeur de bâtiments et de ponts. Il a été particulièrement connu pour ses églises, mais il s'est aussi intéressé aux ponts. Pour les construire, il a fondé la Howe Bridge Works en 1838.

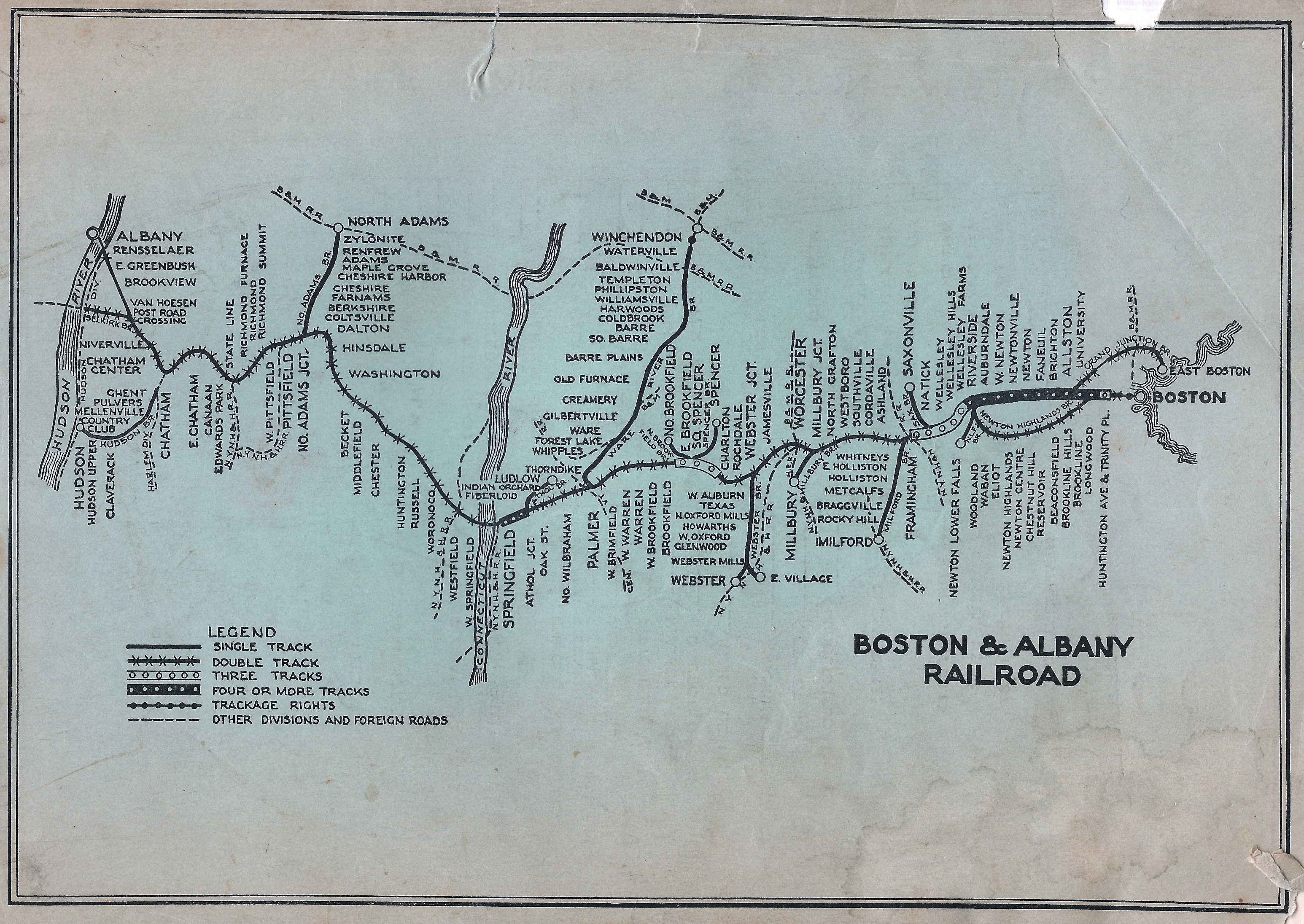
Le réseau de chemin de fer entre Boston et Albany.

Son premier pont a été construit à Warren, Comté de Worcester (Massachusetts), en 1838-1839 pour franchir la rivière Quaboag. Il a réussi à convaincre le capitaine William H. Swift qu'il avait une idée pour construire un pont léger, résistant et peu cher (Swift appartenait au Corps du génie de l'armée des États-Unis (United States Army Corps of Engineers) et était l'ingénieur en chef de la compagnie de chemin de fer Western Railroad, devenue la Boston and Albany Railroad par fusion de plusieurs compagnies).
Pour assurer la liaison avec la ligne de chemin de fer venant de New York par Albany, il fallait franchir le fleuve Connecticut à Springfield. La construction du pont était placée sous la supervision de trois ingénieurs formés à l'Académie militaire de West Point, William Gibbs McNeil, George Washington Whistler et William H. Swift. Ils prévoyaient de construire le pont avec un treillis mis au point par Stephen H. Long, jusqu'à ce William Howe leur propose une solution plus économique.
En 1840, Howe s'est engagé à construire un second pont ferroviaire plus important au-dessus du Connecticut à Springfield, Massachusetts, pour la compagnie de chemin de fer Western railroad. Le pont a été livré en octobre 1841. Il a été remplacé en 1855.
Un premier brevet de treillis a été proposé par Howe, présenté le 11 mai 1840 et breveté le 11 juillet 1840 sous le no 1685. Cette structure était plus complexe car elle intégrait une arche et n'avait pas de boulons verticaux.
Le treillis Howe fait l'objet d'un second brevet. L'origine du brevet vient d'une réflexion sur une charpente d'église qui avait fléchi et dont il devait reprendre la déformation. William Howe a cherché une conception de treillis permettant de corriger la déformation de la poutre.
L'une de ses variantes est composée de poutres entrecroisées dont les poinçons ont été remplacés par des tirants en acier. Les tirants sont équipés de tendeurs permettant leur rajustement périodique. Il s'agit de la première ferme qui allie le métal et le bois. Elle gagna rapidement la faveur des compagnies de chemin de fer pour sa simplicité de construction et son comportement en service.
La ferme de Howe sera la norme des compagnies de chemin de fer d'Amérique du Nord jusqu'à l'apparition des ponts métalliques au début du XXe siècle.
Le 3 août 1840, il reçoit ses lettres patentes protégeant la conception d'une ferme en bois et de ses variantes (Patente no 1711) pendant la construction du pont.

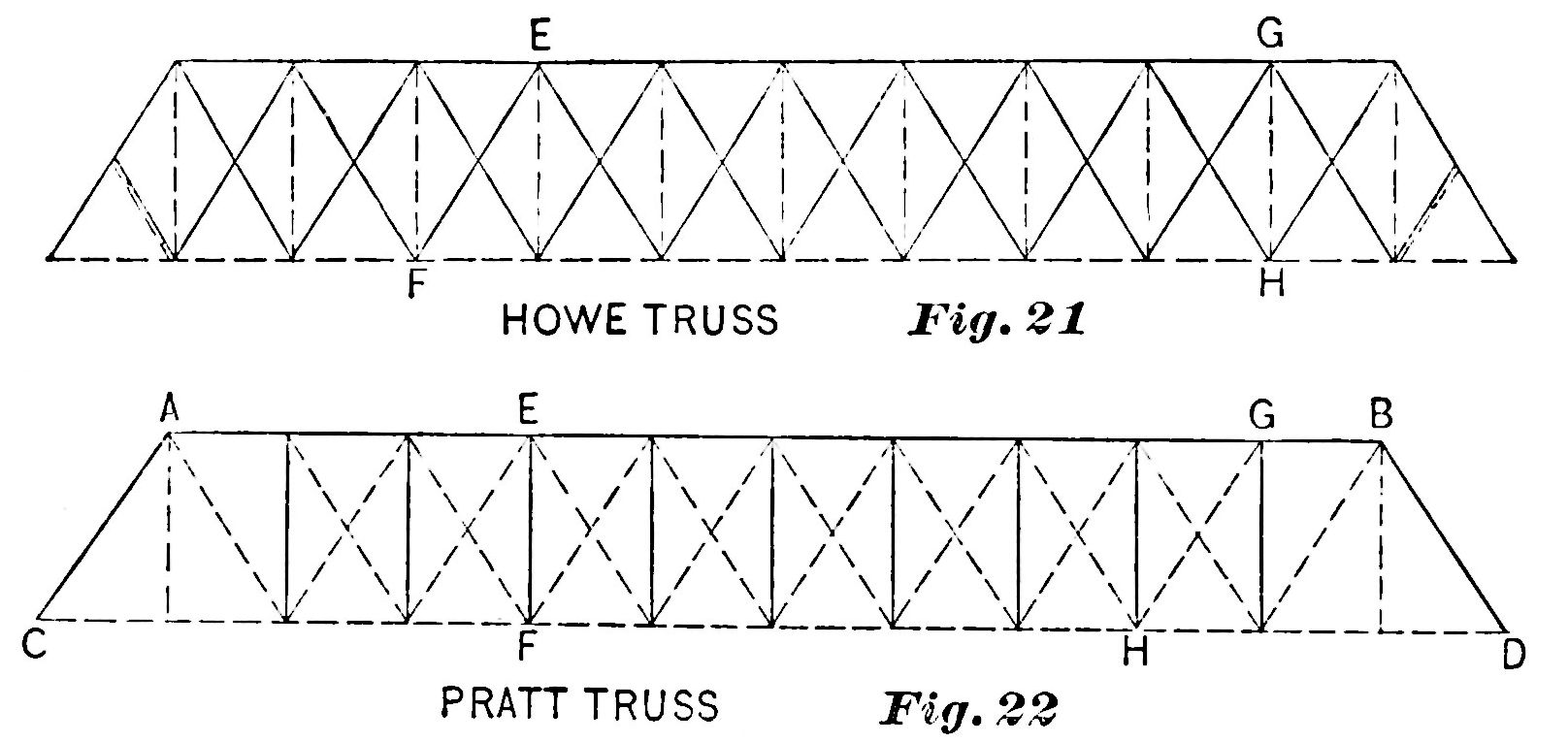
Comparaison entre les treillis Howe et Pratt En traits pleins, les membrures comprimées, en pointillés celles qui sont tendues
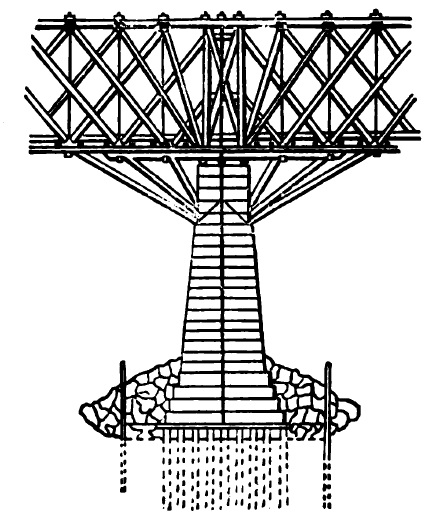
Howe truss bridge, pont construit en 1840 par Howe, à Springfield
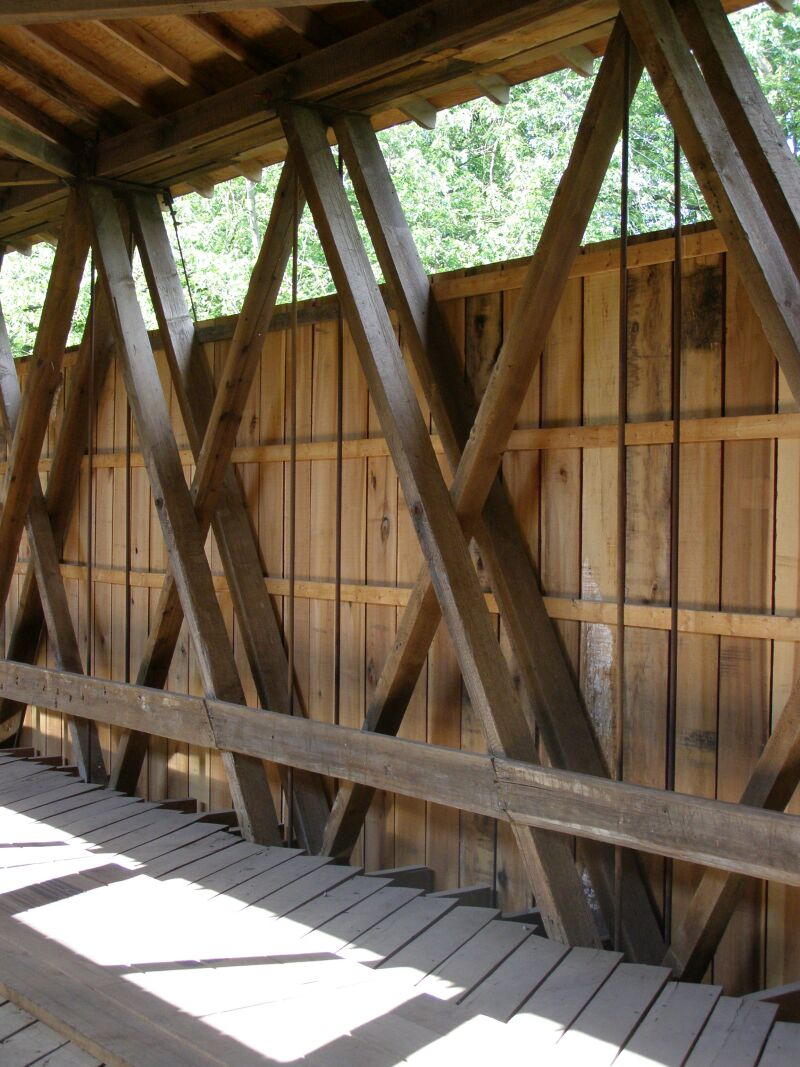
Treillis Howe du Lancaster Covered Bridge, Comté de Tippecanoe, Indiana

En 1842, un des ouvriers de William Howe, Amasa Stone Jr (1818-1882), lui a acheté les droits d'utiliser son brevet des fermes Howe pour 40 000 US $ (ce qui correspondrait à 948 133 US $ de 2016). Cette somme avait été avancée à Amasa Stone Jr par un financier de Springfield, Azariah Boody (1815-1885). Ils ont formé la même année l'entreprise de construction de ponts Boody, Stone & Co qui ont construit de nombreux ponts en Nouvelle-Angleterre.
William Howe a apporté à son brevet des ajouts le 28 août 1846.
La réussite de la réalisation du pont ferroviaire de Springfield a établi la réputation de William Howe. Un des ingénieurs ayant suivi la construction du pont, George Washington Whistler, quitte en 1842 la Western Railroad pour la Russie, où il obtient l'adjudication des ponts de la « ligne de chemin de fer Nicolas », voulue par l'empereur de Russie Nicolas Ier. En 1845, William Howe refuse le poste de directeur technique de cette ligne, destinée à relier Moscou et Saint-Pétersbourg. C'est son compatriote George Washington Whistler qui obtient l'adjudication de la section nord de la ligne. En 1844, il charge l'ingénieur Jouravski du franchissement de la Verevia, l'un des plus grands ouvrages de la ligne, comportant 9 travées, une portée totale de 60 m et des piles hautes de 55 m. Jouravski, qui doit mettre en œuvre des poutres reconstituées par assemblage de madriers, étudie la répartition des contraintes de cisaillement dans le treillis de Howe.

## Brevet
- United States Patent and Trademark Office : Manner of constructing the truss-frames of bridges and other structures no 1 711 à W. M. Howe, Warren, Massachusetts, le 3 août 1840